# Луере (Бергамо)
Луере је насеље у Италији у округу Бергамо, региону Ломбардија.
Према процени из 2011. у насељу је живело 37 становника. Насеље се налази на надморској висини од 440 м.